# Герб Вікна (Городенківський район)
Герб Вікна́ — офіційний символ села Вікно, Городенківського району Івано-Франківської області, затверджений 21 вересня 2001 р. рішенням XVI сесії Вікнянської сільської ради III скликання.
Автори — А. Гречило та Б.Купчинський.

## Опис герба
На синьому полі на срібній скелі стоїть Архангел Михаїл у срібній одежі, із срібними крильми та золотим німбом, у руках тримає золоте мірило та кулю, обабіч нього — два золоті снопи, з-під скелі на золоту базу витікає синє джерело (синє вістря з хвилястими краями). 
Щит обрамований декоративним картушем i увінчаний червоною міською короною з трьома мерлонами.

## Значення символів
Архангел Михаїл є покровителем Вікна. Синій колір і джерело вказують на назву села та джерело «Вікнина», що розташоване в центрі поселення. Золоті снопи символізують сільське господарство.
Щит увінчано червоною міською короною, що вказує на село, яке давніше було містечком.